# 塔克萨瑟纳 (阿列省)
塔克萨瑟纳（法語：Taxat-Senat）是法国阿列省的一个市镇，属于穆兰区（Moulins）尚泰尔县（Chantelle）。该市镇2009年时的人口为196人。

## 人口
塔克萨瑟纳人口变化图示
| 数据来源：INSEE |